# Polaris Peak
Polaris Peak är en bergstopp i Antarktis. Den ligger i Västantarktis. Nya Zeeland gör anspråk på området. Toppen på Polaris Peak är 970 meter över havet, eller 257 meter över den omgivande terrängen. Bredden vid basen är 3,1 km.
Terrängen runt Polaris Peak är huvudsakligen lite bergig. Trakten är obefolkad. Det finns inga samhällen i närheten. 